# Frank Tancredi
Frank Tancredi es un personaje de ficción de la serie de televisión estadounidense de FOX, Prison Break interpretado por el actor estadounidense John Heard.
Nacido en 1945, Tancredi es presentado en la serie como el gobernador del estado de Illinois y el padre de la doctora Sara Tancredi (Sarah Wayne Callies). Su estricta política con respecto al crimen le ha hecho ganarse el apodo de "Frontier Justice Frank". El desaprueba la decisión de su hija de trabajar en la Penitenciaría Estatal Fox River. 
El personaje juega un papel importante, tanto en la trama de la fuga de la primera temporada, como en la trama de conspiración de la segunda, debido a au implicación en la sentencia de muerte del protagonista, Lincoln Burrows (Dominic Purcell).

## Apariciones
El personaje, Frank Tancredi, hace su primera aparición en la serie en el episodio, "Riots, Drills and the Devil, parte 1". Tras la muerte del personaje en el episodio, "Buried", aparece una vez más en el episodio, "Bolshoi Booze", en una secuencia de flashback.

## Primera temporada
Tancredi se dirige a Fox River cuando la vida de su hija se encuentra amenazada durante un motín en la prisión. Cuando el peligro pasa, Tancredi parece más preocupado por recordar a su hija el peligro que corre al trabajar en la prisión que en expresar alivio porque ella se encuentre a salvo. El incidente más adelante influirá en su relación.
Cuando Sara le pide que revise el expediente de Lincoln Burrows en el día de la ejecución, él, en último momento, decide no conceder clemencia, aparentemente a requerimiento de la Vicepresidenta. Tancredi, más adelante, le confiesa a su hija que no revisó la información que ella le dio de parte de los abogados de Lincoln. Su razón para denegar clemencia está relacionada con la Vicepresidenta Caroline Reynolds (Patricia Wettig). Tancredi ha sido señalado por varias fuentes de la prensa como potencial candidato a la Vicepresidencia cuando la Vicepresidenta Reynolds concurra a la Presidencia.
Pronto después, Reynolds es elegida Presidenta tras la repentina muerte del Presidente Mills.

## Segunda temporada
Tras pagar la fianza de su hija, Tancredi le comenta que pronto será elegido como el nuevo Vicepresidente de los Estados Unidos. Más tarde, Tancredi es aconsejado por un estratega político de que se distancie de su hija, aunque el rehúsa. Visita a su hija en su apartamento y ella se disculpa por los probleamas que le pudiera haber causado, aunque también se afianza en su creencia de que Lincoln Burrows es inocente. Esto lleva a Tancredi a echar un segundo vistazo al caso de Burrows y sorprenderse al enterarse de las muertes de Nick Savrinn (Frank Grillo) y Veronica Donovan (Robin Tunney). El estratega político le sugiere que lo deje correr.
En un posterior episodio, mientras analiza su próximo comunicado en el Senado con el estratega, Tancredi ve al Agente Kellerman (Paul Adelstein), a quien recuerda verlo en el apartmento de Sara. Este encuentro lo convence de que Sara está en lo cierto sobre la conspiración y le llama para advertirle de que desconfíe de su "nuevo amigo". De proto, la presidenta Reynolds, repentinamente rechaza la nominación, a pesar del suficiente apoyo que tenía del Senado para su confirmación. Sara, poco después, encuentra a su padre muerto en la residencia del Gobernador. Aunque los hombres del Agente Kim hacen que parezca que se ha ahorcado, Sara se niega a creer que su padre se pudiera haber suicidado.
La razón por la que Kim tomó la decisión de asesinar a Frank Tancredi se explica en posteriores episodios, cuando se revela que el gobernador había obtenido una grabación telefónica entre Caroline Reynolds y Terrence Steadman que tuvo lugar dos semanas después de la supuesta muerte de Steadman. Tancredi escondió el dispositivo USB con la grabación en su taquilla de un club de fumadores de Chicago llamado "Corona del Oro". Tras su muerte, Sara encuentra la llave de esa taquilla y ayuda a Michael y Lincoln para intentar recuperara la potencial prueba que podría exonerar a Lincoln.